# 詩小説
詩小説（ししょうせつ）
1. 阿久悠の小説[1]
2. 詩を主体とした小説。本項。

詩小説（ししょうせつ）とは詩を主体とした小説のことである。
または詩の文体で物語を書いている著作である。

## 代表的な作品
『エレベーター』（原題: Long Way Down）（ジェイソン・レナルズ 著／青木千鶴訳、 2019年8月20日 早川書房より発売）